# Becquerel

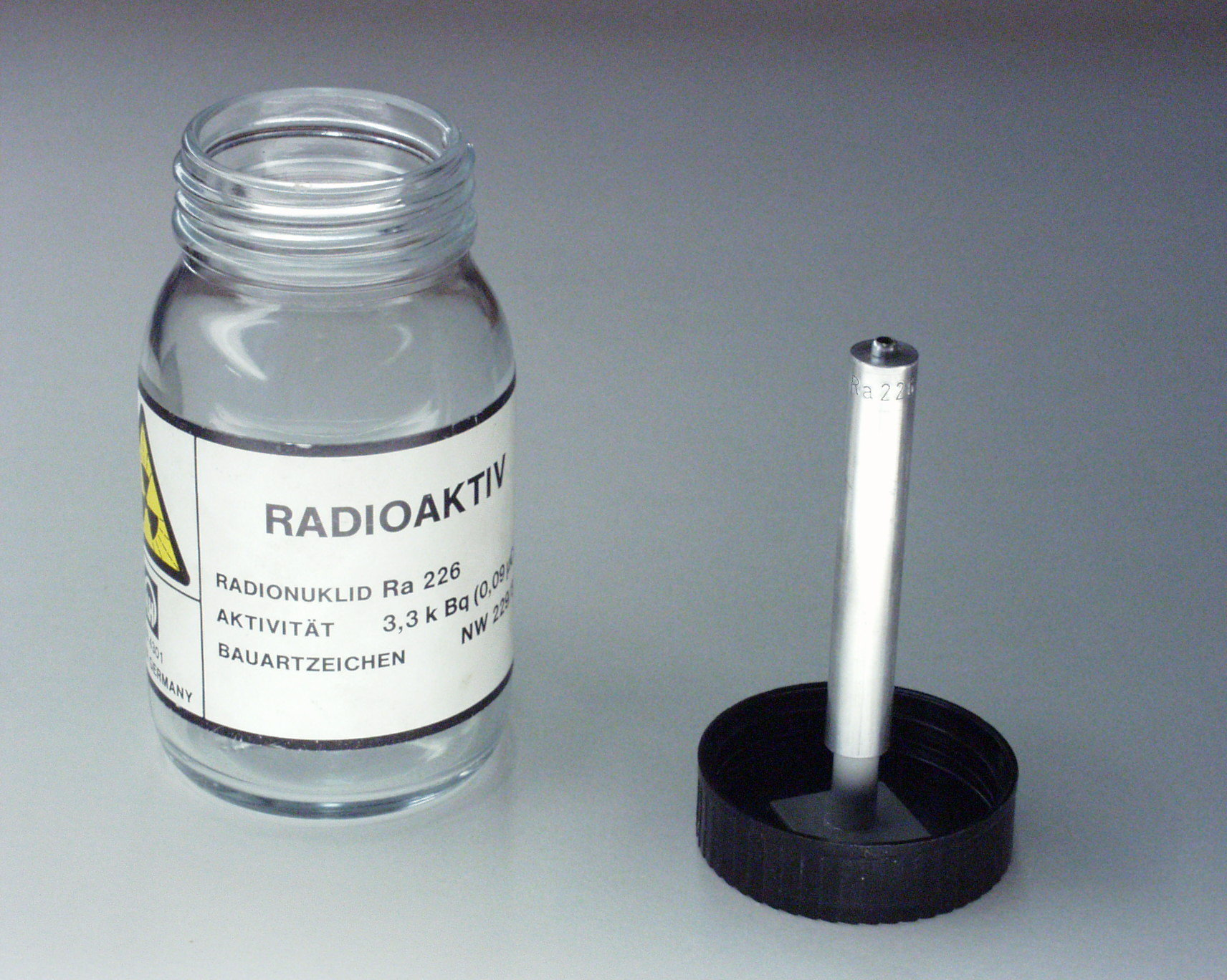
Una debole sorgente di radio-226 con un'attività indicata di circa 3300 Bq e radiazioni di tutti e tre i tipi. Usata di solito in esperimenti scolastici.

Il becquerel (simbolo Bq) è l'unità di misura del sistema internazionale dell'attività di un radionuclide (spesso chiamata in modo non corretto radioattività), ed è definito come l'attività di un radionuclide che ha un decadimento al secondo, perciò dimensionalmente equivale a {\displaystyle s^{-1}}.

## Descrizione
Introdotto a metà anni 1970 come unità di misura nell'SI, prima del becquerel erano usate grandezze come il rutherford (simbolo: Rd) e il curie (simbolo: Ci). Le equivalenze rispetto alle vecchie unità sono:
- {\displaystyle 1Rd=1MBq=10^{6}Bq}
- {\displaystyle 1Ci=37GBq=3,7\cdot 10^{10}Bq}

Il becquerel deve il suo nome a Henri Becquerel, che nel 1903 vinse il premio Nobel insieme con Marie Curie e Pierre Curie per il loro pionieristico lavoro sulla radioattività.

### Esempi
| Quantità (in Bq)                         | Per unità (grammo o m2/m3) | Sorgente                              | Radioisotopo | Nota |
| ---------------------------------------- | -------------------------- | ------------------------------------- | ------------ | --- |
| 1                                        | -                          | -                                     | -            | Unità di base (un decadimento al secondo) |
| 15                                       | -                          | Banana (componente: potassio-40)      | 40K          | Una banana contiene all'incirca metà grammo di potassio-40. La radioattività della banana è stata usata dagli scienziati per creare la scherzosa unità di misura BED (corrispondente a 0,1 microsievert). |
| 16                                       | g                          | Cloruro di potassio                   | 40K          | Attività media tipica del cloruro di potassio (elemento addizionato al sale per persone soggette all'ipertensione, a basso contenuto di sodio e presente nei supermercati: un tipico pacco da 1 kg produrrà all'incirca 16 000 Bq, utile per esperimenti scolastici e per la calibrazione di macchinari funzionanti con raggi beta). |
| 200                                      | m3                         | -                                     | -            | Limite massimo di attività del radon in nuove abitazioni costruite dal 1° gennaio 2025 (per quelle costruite fino al 31 dicembre 2024 = 300 Bq/m3). |
| 3 800 - 4 400 Bq = 3,8 - 4,4 kBq         | -                          | Corpo umano (componente: potassio-40) | 40K          | Attività di decadimento al secondo nel corpo di un essere umano adulto dovuta all'isotopo di potassio-40 (circa 16,4 mg in totale, per cui si hanno tra i 230 000 e i 260 000 Bq per un grammo intero). |
| 12 439 Bq = 12,43 kBq                    | g                          | Uranio-238                            | 238U         | Attività specifica dell'uranio nella sua forma più diffusa. |
| 1 000 000 Bq = 1 MBq                     | g                          | -                                     | -            | Limite massimo dell'attività per la classificazione dei rifiuti radioattivi a "media attività" da parte dell'EDF (a condizione anche di avere un'emivita inferiore ai 31 anni). |
| 37 000 000 000 Bq = 37 GBq               | g                          | Radio-226                             | 226Ra        | Quantità di attività che definisce anche l'obsoleta unità di misura del curie. |
| 165 800 000 000 Bq = 165,8 GBq           | g                          | Carbonio-14                           | 14C          | Attività specifica del carbonio-14. |
| 1 000 000 000 000 Bq = 1 TBq = 1 000 GBq | g                          | -                                     | -            | Limite massimo dell'attività per la classificazione dei rifiuti radioattivi ad "alta attività" da parte dell'EDF (insieme con la condizione di avere un'emivita superiore ai 31 anni). |